# TI-68

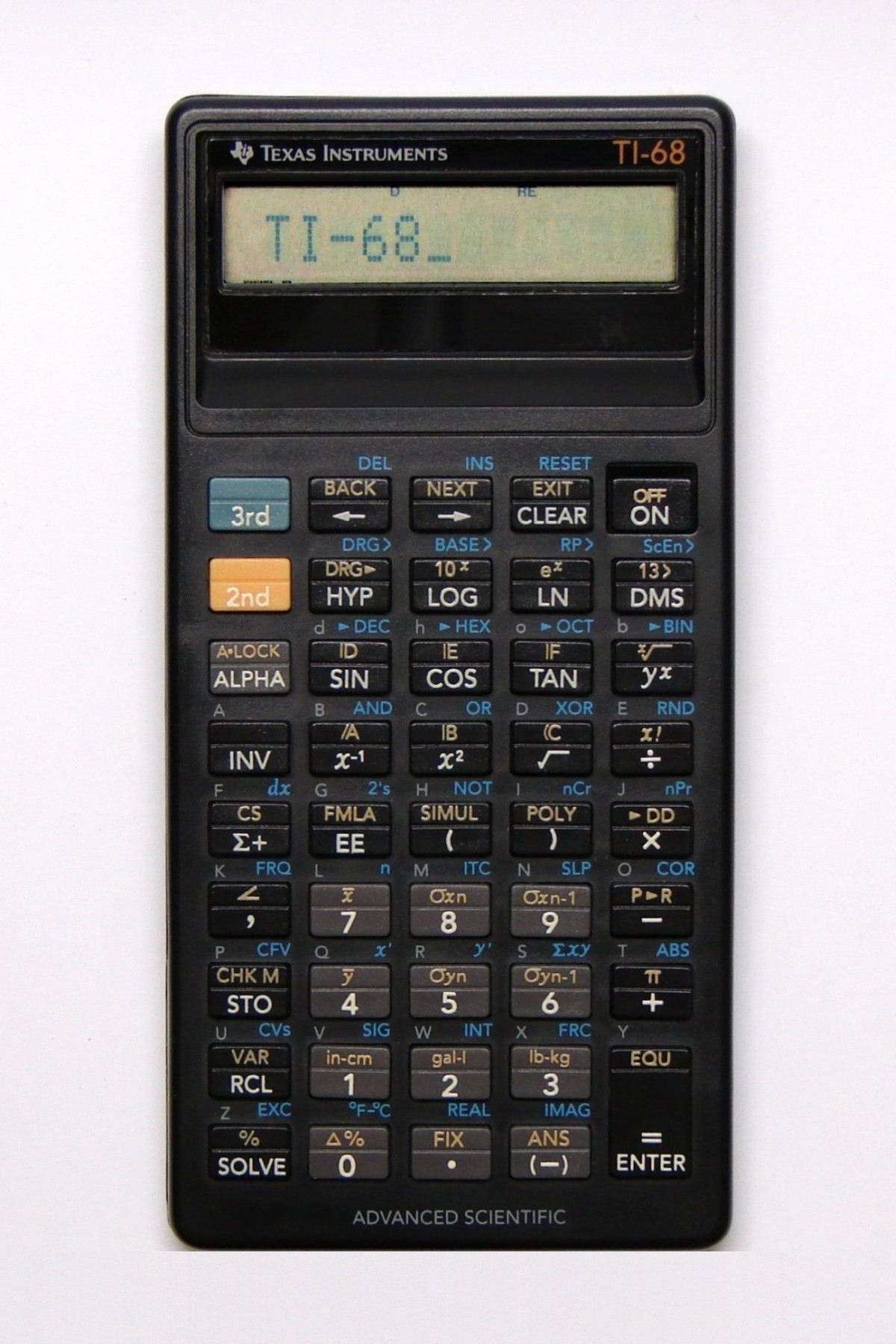
Texas Instruments TI-68

TI-68 foi uma calculadora científica produzida pela Texas Instruments. Foi introduzida em 1989 e modificada em 1991. Sua produção foi encerrada em 2002.